# 堺小春
堺 小春（さかい こはる、1994年3月10日 - ）は、日本の女優、タレント。本名および旧芸名、栗原 小春（くりはら こはる）。東京都出身。アルファエージェンシー所属。父方の祖父は喜劇役者の堺駿二、母方の祖父はタレントのE・H・エリック、父はタレントの堺正章、母はタレントの岡田美里。既婚。

## 来歴
両親は2001年に離婚。3歳上の姉とともに母のもとで育つ。両親の離婚後も父は徒歩圏内で生活し、1人で家に泊まりに行くなど良好な関係を築いていたという。
6歳の時に初めてダンスカンパニーの舞台に立ち、2004年、10歳の時にミュージカル『アニー』のオーディションに合格しストリートチャイルド役を演じて、栗原 小春（くりはら こはる）の芸名で芸能界デビューを果たした。父と共演した2007年のNHKの時代劇『夏雲あがれ』以降、学業優先のため芸能活動を休止し、東京都内の大学へ進学して建築・インテリアを学ぶ。
卒業後の進路に悩む中で「やはり舞台に立ちたい」として父に相談し、「小春がやりたいことをやることがパパは幸せ。後悔しないならやりなさい」と後押しを受けて、個人的に演技のレッスンに通い、大学4年在学中の2015年、舞台を見に行った際に目にしたチラシをきっかけに受けたオーディションに合格して舞台『転校生』に出演。祖父の喜劇役者・堺駿二、父のタレント・堺正章と2代続いた「堺の名を継ぎたい」として堺 小春（さかい こはる）へと芸名を改め約8年ぶりに芸能界復帰を果たし、女優活動を再開する。2018年にはオーディションを経て地人会新社『金魚鉢のなかの少女』で舞台初主演を務める。
2021年9月1日、結婚を発表。

## 人物
- 身長は164cm[1][2]。特技は書道、乗馬、タップダンス[2]。

## 出演

### 舞台
- アニークリスマスコンサート2004（2004年12月23日）
- ミュージカルアニー2005（東京公演:2005年4月23日 - 5月8日、大阪公演:2005年8月10日 - 14日）
- アニークリスマスコンサート2005（2005年12月24日 - 25日）
- アニークリスマスコンサート2006（2006年12月23日 - 24日）
- 転校生（2015年8月 - 9月、Zeppブルーシアター六本木） - 根本久美 役[7][9]
- 金魚鉢のなかの少女 （2018年10月6日 - 14日、赤坂レッドシアター） - 主演：アイリス 役
- 北斎漫畫（2019年6月9日 - 7月7日、東京グローブ座） - 葛飾応為 役
- 阿呆浪士（2020年1月8日　- 1月24日、新国立劇場）-お幸 役
- みんながらくた（2021年2月26日　- 3月14日、本多劇場）-茜 役
- アンカル旗揚げ公演「昼下がりの思春期たちは漂う狼のようだ」（2021年9月24日 - 10月3日、東京芸術劇場シアターイースト） - 藤井桂 役
- 夏の夜の夢（2022年9月6日 - 28日〈予定〉、日生劇場） - ヘレナ 役[10]

- カミの森（2023年5月31日 - 6月11日、座・高円寺）
- アンカル再演「昼下がりの思春期たちは漂う狼のようだ」（2023年9月24日 - 10月3日、東京芸術劇場シアターイースト） - 藤井桂 役
- フートボールの時間（2023年10月18日 - 11月19日） - 井上通子　役

### テレビドラマ
- 夏雲あがれ 第5話「明日に飛べ!」（2007年、NHK）※姉と一緒に出演。
- いつまでも白い羽根（2018年4月7日 - 5月26日、東海テレビ） - 風岡ひより 役
- 大河ドラマ いだてん〜東京オリムピック噺〜 第41回 - 第47回（2019年11月3日 - 12月15日、NHK） - 谷田絹子 役
- 連続殺人鬼カエル男 第3話 - 最終話（2020年1月24日 - 2月28日、関西テレビ） - 東江結月 役
- この恋あたためますか 第5話（2020年11月17日、TBS） - 望月ナミ 役
- プロミス・シンデレラ（2021年7月13日 - 9月14日、TBS） - 松野茜 役[11]
- 逃亡医F（2022年1月15日 - 3月19日、日本テレビ） - 幹こずえ 役[12]
- 連続テレビ小説 虎に翼（2024年7月15日 - 、NHK） - 小野知子 役[13]

### 配信ドラマ
- 踊る大空港、（略）（2016年、ネスレシアター）
- フォローされたら終わり（2019年10月27日 - 12月15日、AbemaTV） - 梶浦美由紀 役
- その恋もう少しあたためますか 第2話（2020年10月27日、Paravi） - 望月ナミ 役
- シンデレラ・コンプレックス（2021年7月13日 - 9月14日、Paravi） - 松野茜 役
- THE LIMIT（2021年3月5日 、Hulu ） - 沙耶 役
- 崖　第5話（2025年8月4日、テレビ朝日・au【スキドラ】） - 半田南 役

### 映画
- 心が叫びたがってるんだ。 （2017年、アニプレックス） - 渡辺美沙 役
- 亜人 (漫画) （2017年）
- 曇天に笑う （2018年）
- 検察側の罪人 （2018年）